# Carmen Rivera

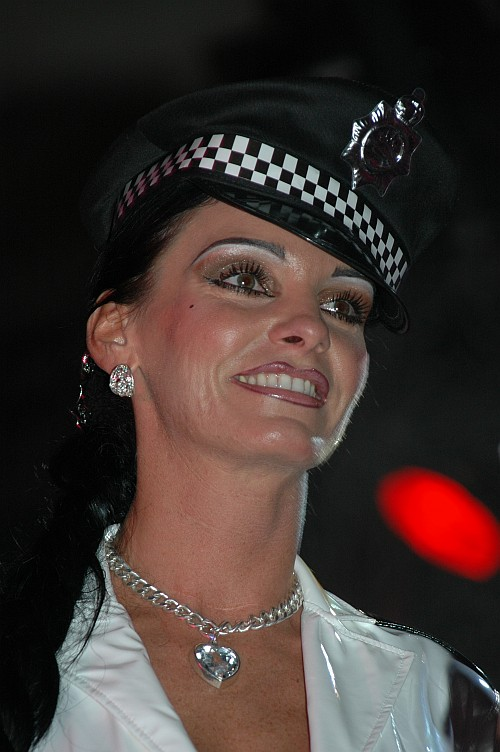
Carmen Rivera

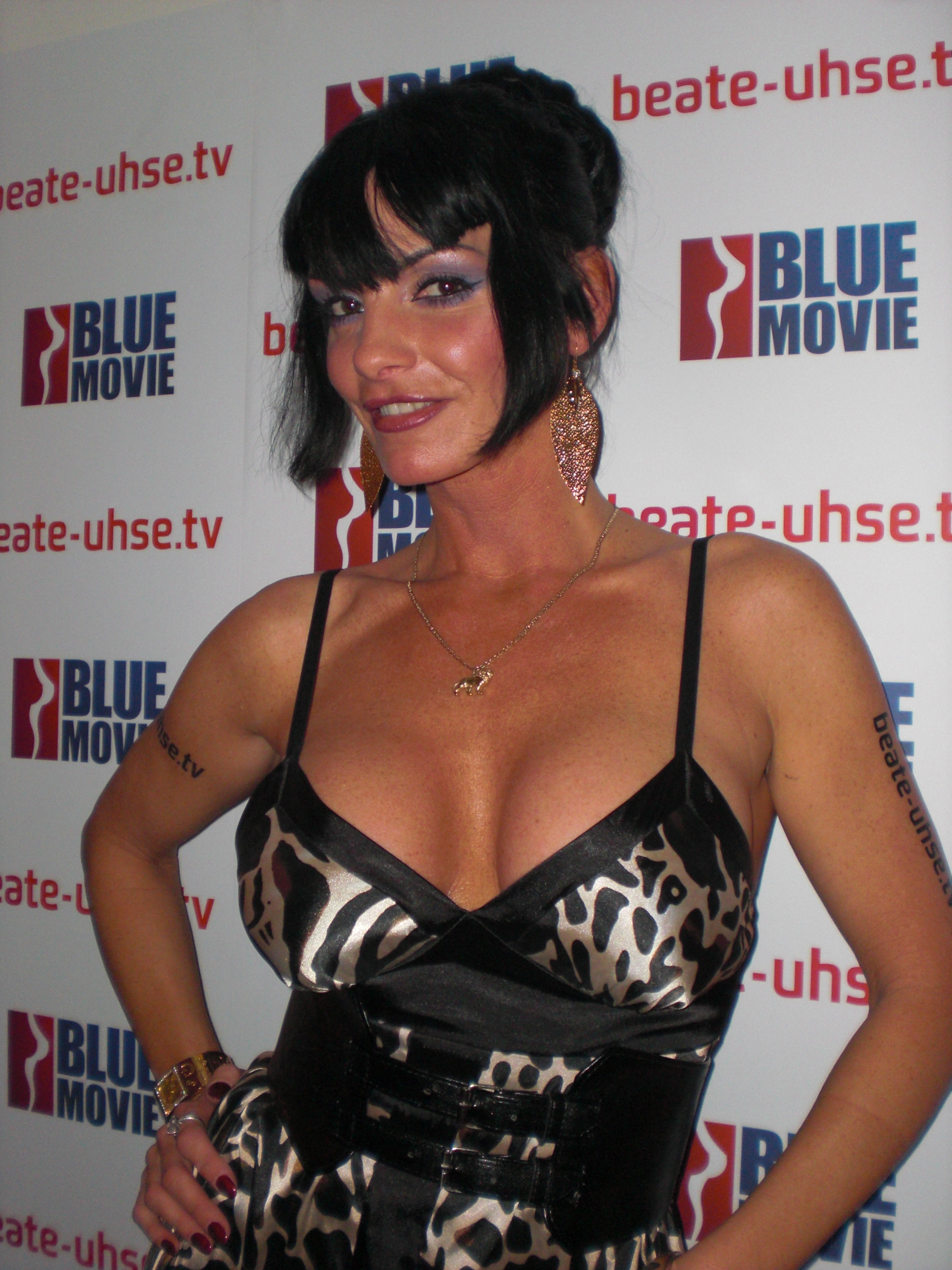
Carmen Rivera auf der Venus 2008

Carmen Rivera (* 25. Juli 1974 in Lich, Hessen) ist eine deutsche Moderatorin, Domina und Fotomodell.

## Leben
Carmen Rivera absolvierte zunächst eine Berufsausbildung zur Fotografin. Anschließend war sie als Berufsfotografin im Porträt- und Werbebereich tätig. Im Anschluss machte sie sich mit einer Künstlervermittlungsagentur selbständig.
Ihre Zukunft fand Carmen Rivera jedoch im TV-Rampenlicht: Sie moderiert seit einigen Jahren u. a. die Sendung „Intimes Deutschland“ auf Sky Deutschland (Beate-Uhse.TV).
Mit ihren selbst kreierten Fetish-SM-Performances, die europaweit großen Anklang finden (u. a. Open-Air Show in Italien vor 30.000 Besuchern) sowie ihrer eigenen Video-Produktionsreihe „Carmen Rivera Entertainment“ hat sie sich in der internationalen Fetish-Szene einen Namen geschaffen.

## Medienauftritte
- Penthousegirl 1999
- Videoproduktionen (unter anderem für Other World Kingdom – OWK)
- Eigene Videoserie: Carmen Rivera Entertainment (Fetisch – SM)
- Marquis – Cover-Lady
- Internationale Fetisch-/SM-Performances
- Gastrollen in TV-Serien, u. a. „Alles Atze“, „Die rote Meile“, „Im Namen des Herrn“.
- Reportage im britischen TV

## Showauftritte
- Zahlreiche nationale und internationale Messeauftritte, Clubs, Diskotheken, Großveranstaltungen, Modenschauen und Promotiontouren
- Playboy USA 2002 mit dem Starfotografen Tony Ward
- Penthouse Girl 1999
- Cover-Lady bei „Marquis“
- Hustler
- Orion
- Beate Uhse

Moderation Serie „Veronas Sexwelt“
(sorgte für bundesweites Aufsehen, da Verona Feldbusch wegen „desselben Vornamens“ Klage erhob)
- Messehostess für Medica, Paperworld, Boot, Games Convention, Bodypaintingshows, Skulpturmodel für „Kanngießer“ (Erotikbildhauer)
- Auftritt für Beate Uhse auf der Erotikmesse in Innsbruck 2007

## Veröffentlichungen
Im Jahr 2017 brachte Carmen Rivera beim Independent-Verlag Salax das Buch mit dem Titel Love is in the Ass! – Voll für’n Arsch – Alles über Analspiele heraus. Das Buch ist zweisprachig auf Deutsch und Englisch und vermischt Biografie mit Tipps für lustvollen Analverkehr.